# Aggregatgefüge
Das Aggregatgefüge (lateinisch aggregare: anhäufen) – auch Aufbaugefüge oder Krümelgefüge – ist eine der drei bzw. vier Grundstrukturen (Gefüge), in die sich ein Boden nach dem Zusammenhalt seiner Teilchen – mit Übergangsformen – einteilen lässt:
- das Einzelkorngefüge oder Elementargefüge aus unabhängigen Bodenpartikeln (typisch: Sandboden)
- das Kohärentgefüge – eine verklebte Masse (typisch: Tonsediment)
- das Aggregatgefüge in humosen Oberböden mit starker biologischer Aktivität.

Außerdem entstehen Segregatgefüge, z. B. Polyedergefüge in Lehmböden bei gehemmter biologischer Aktivität, durch zerteilende Kräfte bei Schrumpfung, Rissbildung, Frosteinwirkung aus feinkörnigen mineralischen Bodenpartikeln.

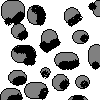
Elementargefüge
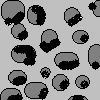
Kohärentgefüge (bzw. Sonderform Kittgefüge)
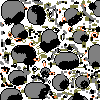
Krümel- oder Aggregatgefüge
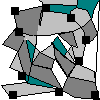
Polyedergefüge, als eine Spielart des Segregatgefüges

## Eigenschaften
Zusammengefügte Bodenteilchen (Aggregate) sind:
- 'Krümel' mit einem Durchmesser von 1 bis 10 mm, sie sind abgerundet, humos und stark porös.
- 'Bröckel', wie Krümel, jedoch im Durchmesser größer als 10 mm.

Diese heterogene Aggregatstruktur entsteht bei einer fortgeschrittenen Bodenentwicklung im Ah-Horizont durch Frosteinwirkung (Frostgare), Vermischungsvorgänge (Turbation), Bodenlebewesen und infolge geeigneter Bodenbearbeitung in Kulturböden.
Verklebte Bodenpartikel, Humusteilchen und Einzelkörner bilden mehr oder weniger stabile Krümel,
die als Kalk-Ton-Humus-Komplexe durch Mischkoagulation miteinander gekoppelt sind (Kittgefüge). Die Bindung erfolgt über mehrwertige Kationen, hauptsächlich Ca++ und Mg++, sowie Wasser und organische Dipole mit OH-Brücken.

## Einteilung
Aggregatgefüge liegen isoliert vor, haben unterschiedliche Entstehungsursachen und unterschiedliche Formen. Man unterscheidet anhand der nachfolgend jeweils unter a. b. und c. genannten Kennzeichen:
- A. durch biologische Aktivität entstandene 'Aufbaugefüge'
  - 1. Wurmlosungsgefüge
    - a. hohe Stabilität
    - b. Bildung von Ton-Humus-Komplexen (T-H-K)
    - c. Lebendverbau durch den Regenwurm

  - 2. Krümelgefüge
    - a. sehr porös
    - b. hohe Stabilität (T-H-K, Lebendverbau)
    - c. pflanzentechnisch optimal
- B. durch Schrumpfung entstandene Absonderungsgefüge
  - 1. Polyedergefüge
    - a. scharfe Kanten
    - b. geringe Stabilität

  - 2. Plattengefüge
    - a. horizontal gelagert
    - b. Fräs- oder Pflugsohle
    - c. Wege, Fahrspuren (Verdichtung)
- C. durch Bodenbearbeitung entstandene Fragmentgefüge
  - 1. Bröckel
    - a. Bodenbearbeitung in optimalem Zustand

  - 2. Klumpen
    - a. Bodenbearbeitung in zu feuchtem oder zu trockenem Zustand